# Frans Sammut

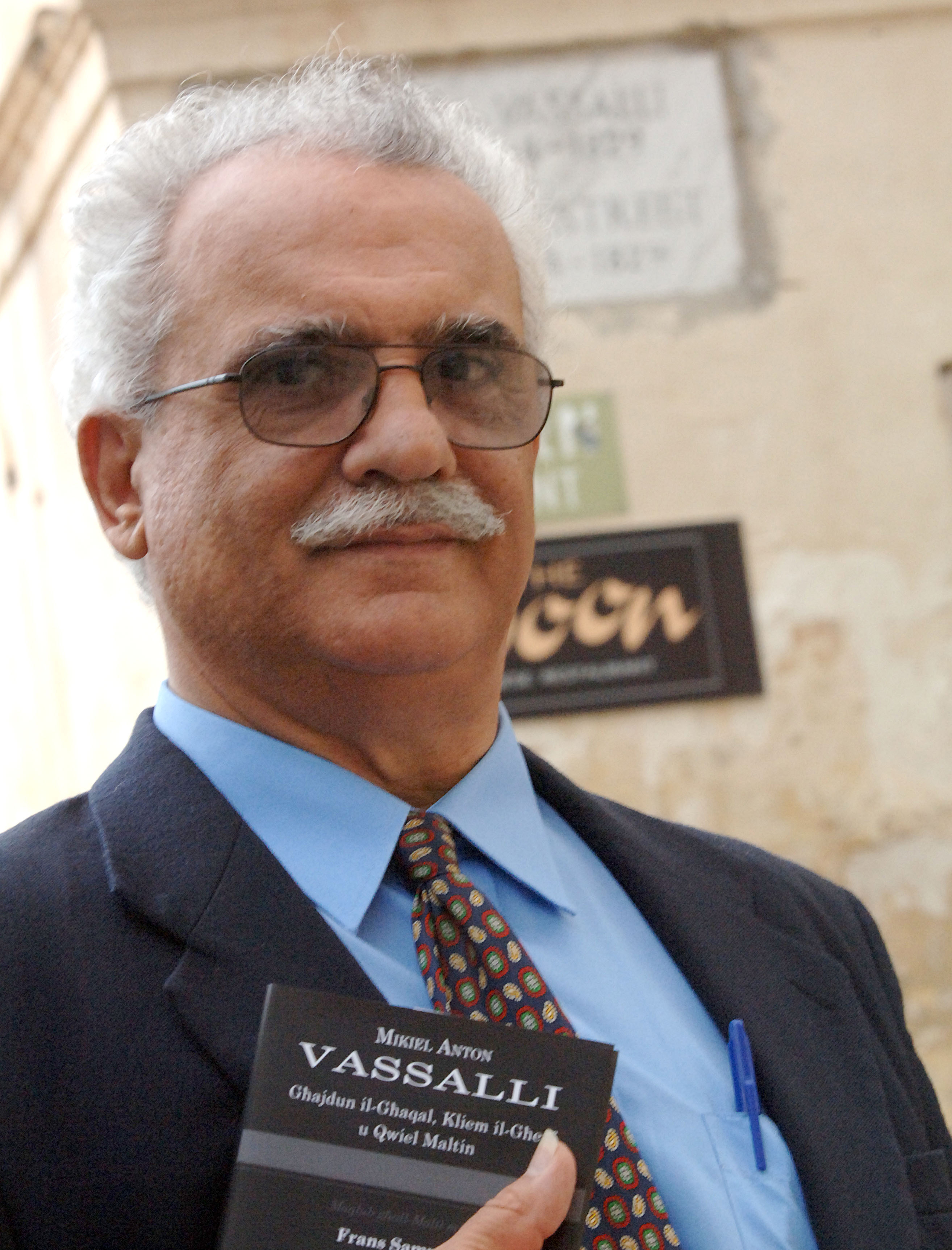
Frans Sammut toont zijn vertaling van Vassalli's collectie van Maltese spreekwoorden (december 2006).

Frans Sammut (Ħaż-Żebbuġ, Malta 19 november 1945 – 4 mei 2011) was een Maltese schrijver van romans en non-fictie.

## Leven
Sammut kreeg voor het eerst erkenning aan het einde van de jaren 60 als medeoprichter van de Moviment Qawmien Letterarju (Beweging voor Literaire Wederopleving). Later was hij werkzaam als Secretaris van de Akkademja tal-Malti (Academie van de Maltese Taal).
Sammut beëindigde zijn onderwijscarrière als schoolhoofd. Van 1996 tot 1998 was hij Cultureel Adviseur van de minister-president van Malta. Hij was getrouwd met Catherine Cachia die hem twee zonen schonk: Mark en Jean-Pierre.

## Werk

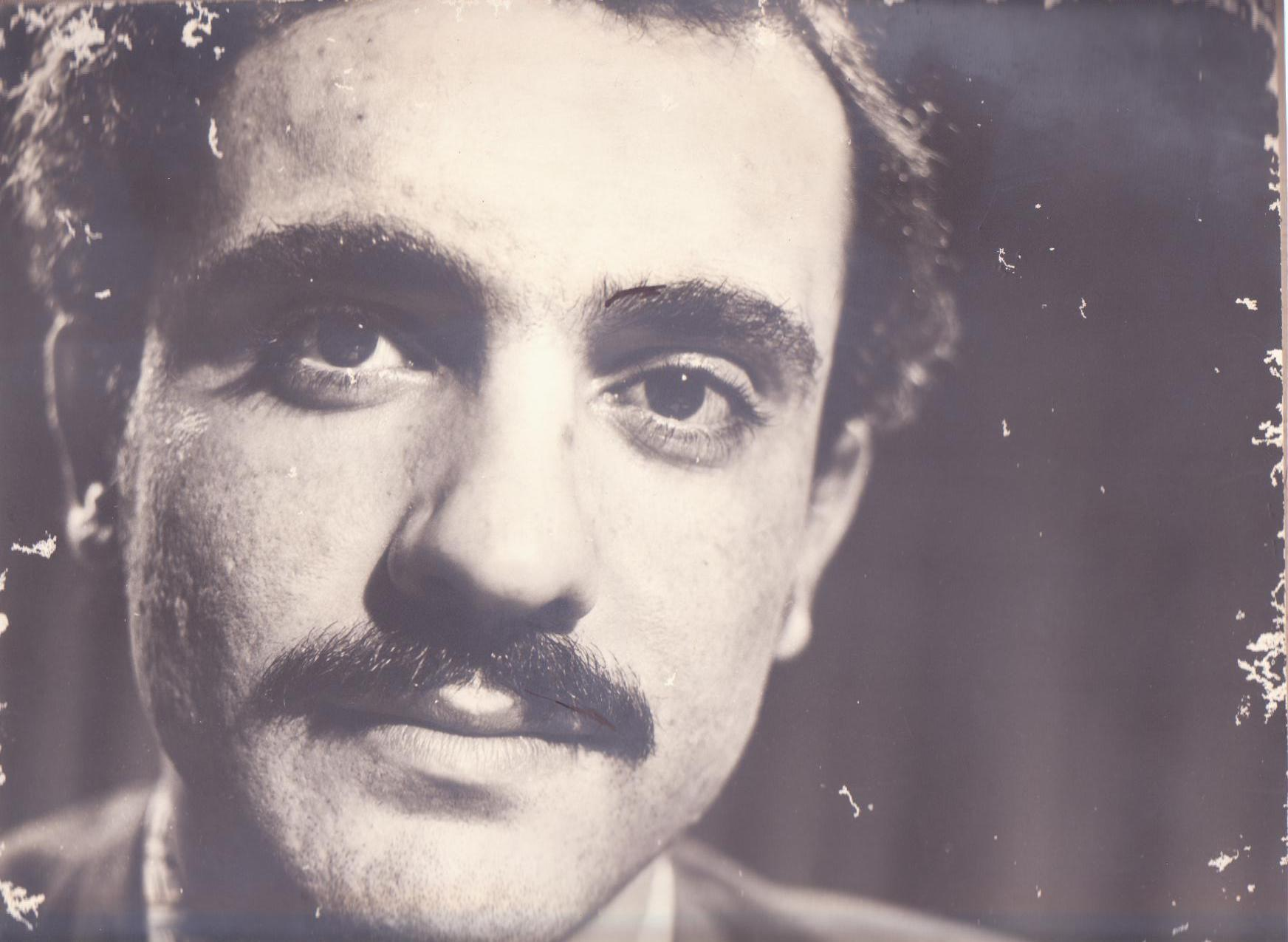
Frans Sammut rond 1970.

Sammut publiceerde verschillende werken, waaronder diverse bestsellers zoals de romans Il-Gaġġa (De Kooi), waarop de gelijknamige film uit 1971 van regisseur Mario Azzopardi is gebaseer,, Samuraj, waarmee hij de Rothmans Prize in de wacht sleepte, Paceville, waarvoor de regering hem een literaire medaille toekende en Il-Holma Maltija (De Maltese Droom), waarover literair recensent Norbert Ellul-Vincenti schreef dat "dit werk geen gelijke kent binnen de Maltese literatuur." Voormalig minister-president en toneelschrijver Alfred Sant beschouwde het als Sammuts "meesterwerk", en de Britse auteur en dichter Marjorie Boulton noemde het "een gigantisch werk".
Sammut publiceerde ook een aantal bundels met korte verhalen: Labirint (Labyrint), Newbiet (Seizoenen) en Ħrejjef Żminijietna (Verhalen van Onze Tijd).
Zijn non-fictie werk omvat Ir-Rivoluzzjoni Franċiża: il-Ġrajja u t-Tifsira (De Franse Revolutie: Historie en Betekenis), Bonaparti f'Malta (Bonaparte op Malta), waarvan een Franse vertaling getiteld Bonaparte à Malte in 2008 werd gepubliceerd en On The Da Vinci Code (2006), een tweetalige (Engels en Maltees) beschouwing over de internationale bestseller. Hij bewerkte eveneens Mikiel Anton Vassalli's Lexicon. Vassalli (†1829) wordt beschouwd als de vader van de Maltese taal. In 2006 werd Sammuts vertaling van Vassalli's Motti, Aforismi e Proverbii Maltesi gepubliceerd met de titel Għajdun il-Għaqal, Kliem il-Għerf u Qwiel Maltin. In 2007 vertegenwoordigde de vertaalde variant van zijn werk Il-Ħolma Maltija (als La Malta Revo) Malta in de Esperanto-collectie van klassieke literaire werken, gepubliceerd door Mondial Books uit New York. In 2008 werd zijn boek Il-Gaġġa voor de vijfde keer gepubliceerd. In 2009 verscheen Sammuts revolutionaire herinterpretatie van Pietru Caxaro's gedicht "Xidew il-qada" (ook bekend als "Il-Kantilena"), het oudste geschreven document in het Maltees.
Peter Serracino Inglott, voormalig rector van de Universiteit van Malta, filosofiedocent en bovenal Maltees intellectueel, zei het volgende: "Het genie in Sammut kwam naar boven toen hij als een Voltairiaanse nar een historisch karakter transformeerde in een soort van carnavalesk, ironisch 'larger than life'-masker. De lezer krijgt de kans te genieten van een onderbelichte kant van persoonlijkheden die normaal gesproken hoog geacht worden. Als een medeplichtige glimlacht men over hun twijfels, uitglijders en uitvluchten. De stilistische omslag van historisch naar fictief is wellicht de grootste uitdaging die een vertaler aan kan gaan".

## Laatste woorden

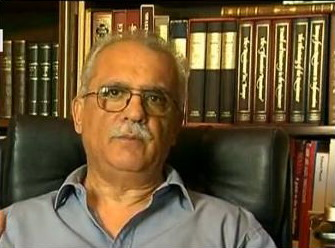
Frans Sammut rond 2010

Frans Sammuts beroemde laatste woorden waren: "Mijn vrouw en ik wilden altijd al een keer naar Jeruzalem gaan, maar het lijkt erop dat de plannen gewijzigd zijn. Ik ga nu naar het Nieuwe Jeruzalem."
Serracino Inglott reageerde als volgt op deze woorden: "Ik realiseerde me toen dat verdriet en vreugde vaak dicht bij elkaar liggen."